# Scherma agli VIII Giochi panamericani
I Giochi Panamericani di scherma del 1979 si sono svolti a San Juan, in Porto Rico ed hanno visto lo svolgimento di 8 gare, 6 maschili e 2 femminili.

## Podi

### Uomini
| Evento      | Oro                                                                  | Argento                                                               | Bronzo                                                                                   |
| Spada       |                                                                      |                                                                       |                                                                                          |
| Individuale | Mario De Brélaz                                                      | Paul Pesthy                                                           | Alberto Quiroga                                                                          |
| A squadre   | Stati Uniti Peter Schifrin Paul Pesthy Edward Bozek Lee Shelley      | Cuba Alberto Quiroga Narciso Simet Genaro Pérez Víctor Suárez         | Argentina Csaba Gaspar Mario De Brélaz Guillermo Spangenberg Juan Daniel Pirán           |
| Fioretto    |                                                                      |                                                                       |                                                                                          |
| Individuale | Heriberto González                                                   | Fernando Lúpiz                                                        | John Nonna                                                                               |
| A squadre   | Cuba Efigenio Favier Pedro Hernández Eduardo Jons Heriberto González | Stati Uniti Michael Marx Gregory Massialas Edward Donofrio John Nonna | Argentina Fernando Lúpiz Marcelo Cardarelli Hernán Casanova Marcelo Roncali Csaba Gaspar |
| Sciabola    |                                                                      |                                                                       |                                                                                          |
| Individuale | Manuel Ortiz                                                         | Peter Westbrook                                                       | José Laverdecia                                                                          |
| A squadre   | Cuba Manuel Ortiz Ramón Hernández José Laverdecia Guzmán Salazar     | Stati Uniti Peter Westbrook Phillip Reilly Stanley Lekach Edgar House | Argentina José Luis Cicchini Atilio Tass José María Casanovas Tomás Remete Pablo Moyano  |

### Donne
| Evento      | Oro                                                                                            | Argento                                                                  | Bronzo                                                                           |
| Fioretto    |                                                                                                |                                                                          |                                                                                  |
| Individuale | Mercedes del Risco                                                                             | Margarita Rodríguez                                                      | Nikki Franke                                                                     |
| A squadre   | Cuba Margarita Rodríguez María Esther García Mercedes del Risco Clara Alfonso Mercedes Atencio | Canada Chantal Payer Louise-Marie Leblanc Patricia Balz Jacynthe Poirier | Stati Uniti Debra Waples Gay D'Asaro Ann O'Donnell Nikki Franke Vincent Bradford |

## Medagliere
| #      | Nazione     | Oro | Argento | Bronzo | Totale |
| ------ | ----------- | --- | ------- | ------ | ------ |
| 1      | Cuba        | 6   | 2       | 2      | 10     |
| 2      | Stati Uniti | 1   | 4       | 3      | 8      |
| 3      | Argentina   | 1   | 1       | 3      | 5      |
| 4      | Canada      | 0   | 1       | 0      | 1      |
| Totale | Totale      | 8   | 8       | 8      | 24     |